# Hemptinne (Fernelmont)
Pour les articles homonymes, voir Hemptinne.
Hemptinne [ɛmtin] (en wallon Emtene-dilé-Inguezêye) est une section de la commune belge de Fernelmont située en Région wallonne dans la province de Namur.
C'était une commune à part entière avant la fusion des communes de 1977. 

## Étymologie
Le nom de Hemptinne apparaît dès le XIe siècle sous la forme latine Haimentinas et viendrait d'un mérovingien nommé Hémo.

## Géographie

### Hydrographie
Ce petit village, situé en Hesbaye, est traversé par la Soile, ruisseau qui se jette dans la Mehaigne à Ambresin (commune de Wasseiges).

### Altitude
Altitude moyenne : 145 m. 

### Villages limitrophes
Les villages voisins : Forville (commune de Fernelmont) - Hanret et Boneffe (commune d'Éghezée)- Meeffe et Wasseiges (commune de Wasseiges).

## Évolution démographique
- Source: DGS, 1831 à 1970=recensements population, 1976= habitants au 31 décembre

## Histoire
Des fouilles archéologiques ont été pratiquées à l'ouest du village et ont permis de découvrir la trace d'une villa romaine. Deux tumuli subsistent entre Hemptinne et Forville, à la limite de Meeffe (les Tumuli de Seron).

## Patrimoine et culture

### Patrimoine architectural
- Eglise Saint-Georges. Construite en style classique en 1776 par l'abbaye d'Aywières[2].
- Vaste quadrilatère située rue de la Solie, qui est une ancienne propriété de l'abbaye d'Aywières[3].
- Ferme du Sanglier, rue de la Solie (XVIIIe – XIXe siècle)[4].